# Яллоу, Аблай
Аблай Яллоу (часто встречается вариант Джаллоу англ. Ablie Jallow; род. 14 ноября 1998, Bundung, Канифинг) — гамбийский футболист, полузащитник швейцарского клуба «Серветт». Автор первого гола своей сборной в финальных этапах Кубка африканских наций.

## Клубная карьера
На взрослом уровне дебютировал на родине, но вскоре уехал в соседний Сенегал. В 19 лет Яллоу заключил контракт на пять лет с французским клубом «Мец». Однако за все время провел за него всего десять матчей, из которых только два были сыграны в Лиге 1. Большую часть времени гамбиец отправлялся в аренду в другие команды. С 2020 года он временно выступает за бельгийский «Серен».

## Карьера в сборной
За сборную Гамбии Аблай Яллоу дебютировал 20 июня 2015 года в матче против Сенегала (1:3). На тот момент ему еще не исполнилось и 17 лет. В 2021 году впервые вместе со «скорпионами» пробился в финальный этап Кубка африканских наций в Камеруне. В дебютном поединке в группе F гамбийцы одержали победу на турнире над Мавританией (1:0). Единственный гол в поединке на десятой минуте провел Яллоу.

## Достижения
- Чемпион Сенегала (1): 2016/17.
- Победитель Чемпионата Франции (Лига 2) (1): 2018/19.